# مارك أوسبورن (لاعب هوكي الجليد)
مارك أوسبورن هو لاعب هوكي الجليد كندي، ولد في 13 أغسطس 1961 في تورونتو في كندا.

## وصلات خارجية
- مارك أوسبورن على موقع دوري الهوكي الوطني (الإنجليزية)
- مارك أوسبورن على موقع EliteProspects.com (الإنجليزية)
- مارك أوسبورن على موقع HockeyDB.com (الإنجليزية)
- مارك أوسبورن على موقع Hockey-Reference.com (الإنجليزية)